# Khalid Mohamed
Khalid Mohamed (Khalid Mohamad) – indyjski dziennikarz, krytyk, scenarzysta i reżyser filmowy.

## Życiorys
Jako dziennikarz pracuje w Hindustan Times. Był głównym edytorem czasopisma Filmfare. Z wyznania muzułmanin.
Jest synem bollywoodzkiej aktorki Zubeidy (1926-1952), której życie opisał w scenariuszu do filmu Shyam Benegala Zubeidaa. Za ten scenariusz nominowany do Nagrody Screen Weekly za Najlepszy Scenariusz (2001).

## Filmografia

### Reżyser i scenarzysta
- 2000: Fiza
- 2003: Tareekh
- 2003: Tehzeeb
- 2005: Silsilay

### Scenarzysta
- 1994: Mammo
- 1996: Sardari Begum
- 2001: Zubeidaa